# Rutilius Maximus
Rutilius Maximus war ein klassischer römischer Jurist des 3. Jahrhunderts n. Chr. Zugeschrieben wird ihm die Kommentarliteratur Ad legem Falcidiam liber singularis. 
Die Schrift reflektiert auf die lex Falcidia, die zu Zeiten der Republik (41 v. Chr.) als Schutzgesetz für den Erben eingerichtet worden war und dessen Mindesterbteil, die falcidische Quart, garantierte (vgl. zur Durchsetzung auch die prozessualen Erbschutzbestimmungen). Die Schrift des Rutilius Maximus findet sich in zwei Kompilationen wieder, einerseits in den Digesten, andererseits in den Überbleibseln der Fragmenta Vaticana.